# جو دی‌ماجیو
جو دی‌ماجیو (به انگلیسی: Joe DiMaggio) بازیکن بیسبال آمریکایی بود. او که فرزند یک خانوادهٔ مهاجر ایتالیایی بود سیزده سال در لیگ برتر بیسبال آمریکا برای تیم نیویورک یانکیز بازی کرد. بسیاری دی‌ماجیو را بهترین بازیکن بیسبال تمام دوران می‌دانند. در سال ۱۹۴۱، در ۵۶ بازی متوالی لیگ برتر بیسبال ایالات متحده آمریکا او در هر بازی دست کم یک هیت بیس موفق داشته‌است. این رکورد همچنان در دست خود اوست.
دی‌ماجیو همسر دوم مریلین مونرو، بازیگر و خوانندهٔ مشهور آمریکایی بود. آنها در سال ۱۹۵۴ ازدواج کردند. این ازدواج بیش از ۹ ماه طول نکشید.